# Level Headed
Level Headed är det brittiska rockbandet Sweets sjätte studioalbum, släppt i januari 1978. Detta är sångaren Brian Connollys sista medverkan på ett studioalbum med Sweet, då han lämnade gruppen året därpå. Låten "Love Is Like Oxygen" blev gruppens sista stora hitsingel.

## Låtlista
Samtliga låtar skrivna av Andy Scott, Brian Connolly, Mick Tucker och Steve Priest, om intet annat anges.
Sida A
1. "Dream On" (Scott) – 2:53
2. "Love Is Like Oxygen" (Scott, Trevor Griffin) – 6:53
3. "California Nights" – 3:45
4. "Strong Love" – 3:28
5. "Fountain" – 4:44

Sida B
1. "Anthem No. I (Lady of the Lake)" – 4:11
2. "Silverbird" – 3:26
3. "Lettres D'Amour" – 3:30
4. "Anthem No. II" – 1:02
5. "Air on 'A' Tape Loop" (Priest, Scott, Tucker) – 5:59

## Medverkande
- Brian Connolly – sång
- Steve Priest – bas, sång
- Mick Tucker – trummor, slagverk, kör
- Andy Scott – gitarr, sång, synth

### Övriga medverkande
- Geoff Westley – keyboard
- Ronnie Asprey – brass
- Stevie Lange – kör

## Listplaceringar
| Plac. | Land       |
| ----- | ---------- |
| 17    | Österrike  |
| 26    | Sverige    |
| 40    | Australien |
| 52    | USA        |